# 本福寺 (淡路市)
本福寺（ほんぷくじ）は、兵庫県淡路市にある真言密教の寺院で真言宗御室派の別格本山。
平安時代後期に創建された寺院で、本尊の薬師如来像は、淡路市（旧東浦町）の重要文化財に指定されている。
本寺院でユニークなのは、「水御堂」（みずみどう）とよばれる本堂であり、1991年竣工の安藤忠雄設計による鉄筋コンクリート造の寺院建築である。権力の象徴である大屋根がなく替わりにハスの花が咲く水盤があり、その中へ入る構造になっている。第34回建築業協会賞を受賞している。

## 水御堂概要

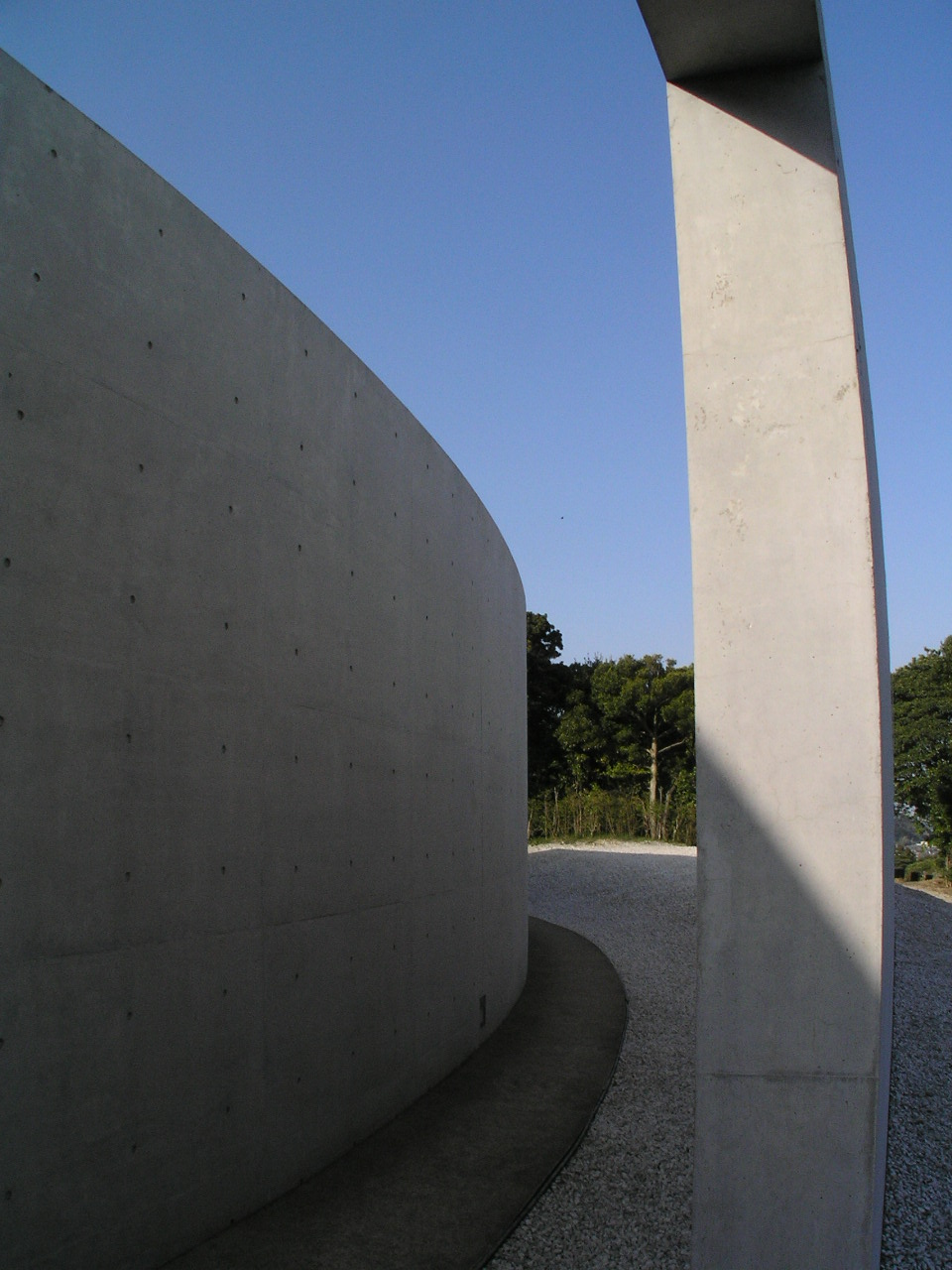
聖俗の境界を隔てる壁

淡路島北東部の大阪湾を一望できる小高い丘に建てられており、鉄筋コンクリート造の楕円形をした蓮池の下に本堂があるというユニークな構造となっている。
雑木林に囲まれたアプローチを抜け出るとやがて、正面に自立する大きな曲面の壁が現れるが、これは俗界と聖界の境界をあらわしている。壁を回り込み内部に入るとやや楕円形の大きなコンクリート造りの蓮池（直径40m、短径30m）が現れ、水面を切り裂くように設けられた直線の階段を降りて行くと朱に塗られた回廊に至る。回廊を少し巡れば本堂が現れ、やはり朱塗りの空間となっている。本尊は薬師如来像である。本尊の背後が西方にあたり、大扉を開け放てば内部に光が立ち込め、本尊を朱に染め上げ極楽浄土が出現するという演出がなされ、同じ兵庫県の小野市にある重源作の浄土寺の手法を踏襲したものである。
本堂屋根を兼ねる蓮池には紅白などのスイレンのほか、約2000年前の地層から発見された大賀ハスが浮かび、開花の時期には神秘に水面を彩る。スイレンの見頃は5月から9月、大賀ハスの見頃は6月から7月頃である。また、この寺は三洋電機の創業者井植歳男一家の菩提寺でもあり、記念碑が建っている。

## 建築概要

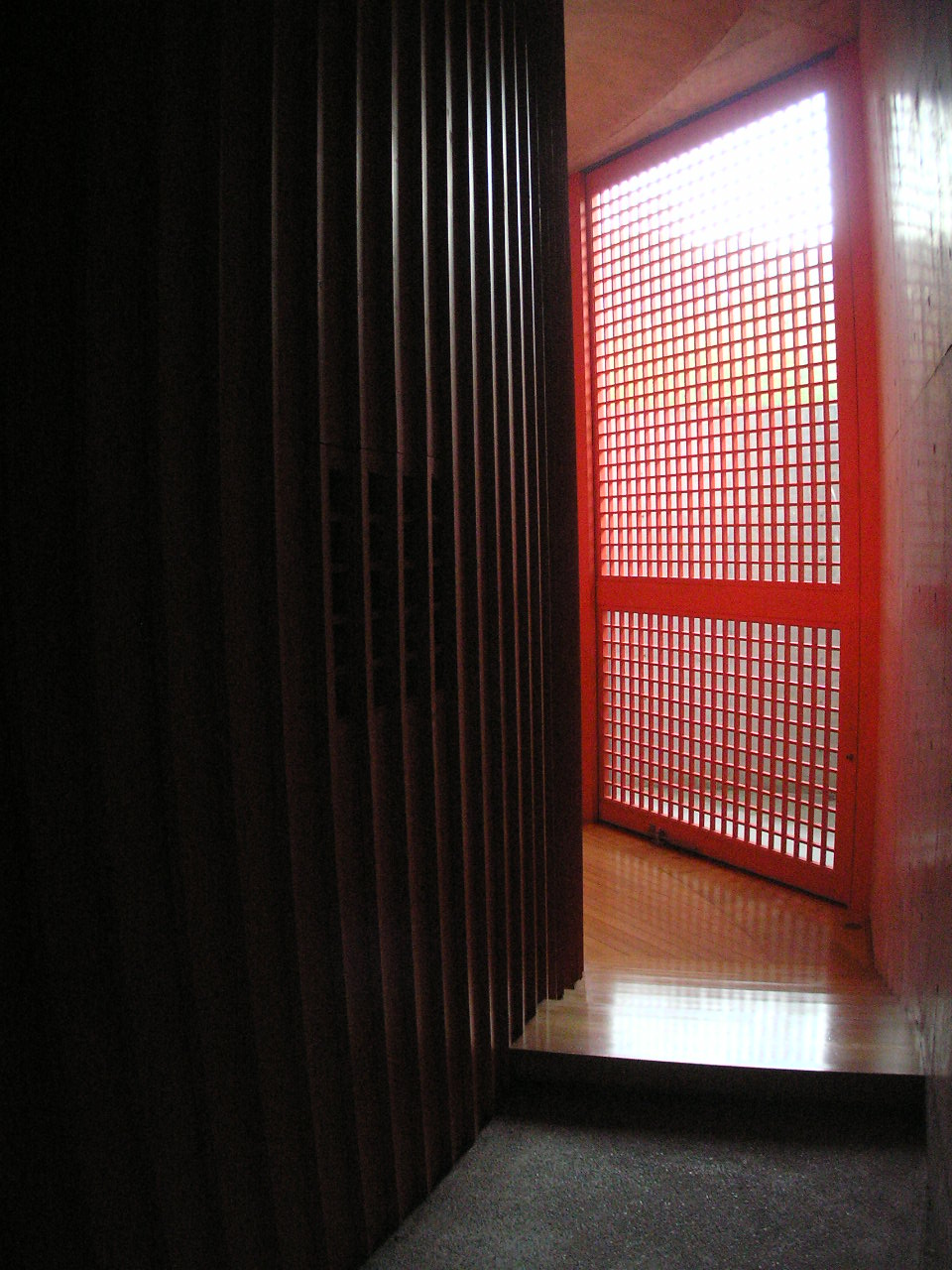
仏像裏側にもこれと同様の格子が用いられ、西日が入る構造になっている。小野の浄土寺の重源にヒントを得たものである。

- 設計― 安藤忠雄／安藤忠雄建築研究所
- 竣工― 1991年
- 敷地面積―　2991m²
- 建築面積―　m²
- 延床面積―　417m²
- 構造― RC造
- 規模― 地下1階
- 受賞― 第34回建設業協会賞

### エピソード
当初、住職や300余りの檀家すべてが反対した。なぜ建設することができたのかは、『建築手法』（安藤忠雄、二川幸夫 共著）に詳しい。
設計にあたり安藤は、「お寺とは何か」という考察から始め、「人が集まり、心の豊かさを感じられる空間」という結論に達した。信者からは、とにかく寺に人が来ない。魅力的にして人が来ることで心のよりどころにしたいとの思いを聞かされていたが、通常寺には大屋根があり、これは権力の象徴であるため避けたい。権力ではなくハスをシンボルにする。そのために、10ḿの楕円形の水盤を作り、その中に人が入ってゆく。水盤を池にして仏教の原点であるハスの花をいっぱいに咲かせる。ハスの中に入る寺にしたい。と、信者らの前で説明したが、前述のごとく全員に反対された。さすがに全員反対には驚いた安藤がとった策は、京都の真言宗本福寺本山の当時すでに90歳を超える高名な僧侶、立花大亀に意見を求めることであった。
安藤から話を聞いた立花は「これはいい。なぜなら仏教の原点のハスの中に入るというのは一番良い姿だ。自分も冥土へ行く前に見たい」といい、2、3人の檀家代表に話をした。次の回に出席すると、同じ信徒らの意見は180度変わっており、全員賛成だった。そこで安藤は「あなた方、この間全員反対だったじゃないか」と問うと、「いや、それは安藤さんの空耳じゃないか」といわれた。安藤はムッとして「漏るかもわからんぞ」と脅かしたところ「新しいことに挑戦しているのだから、少々は仕方がないでしょう」といわれたという。

## 所在地

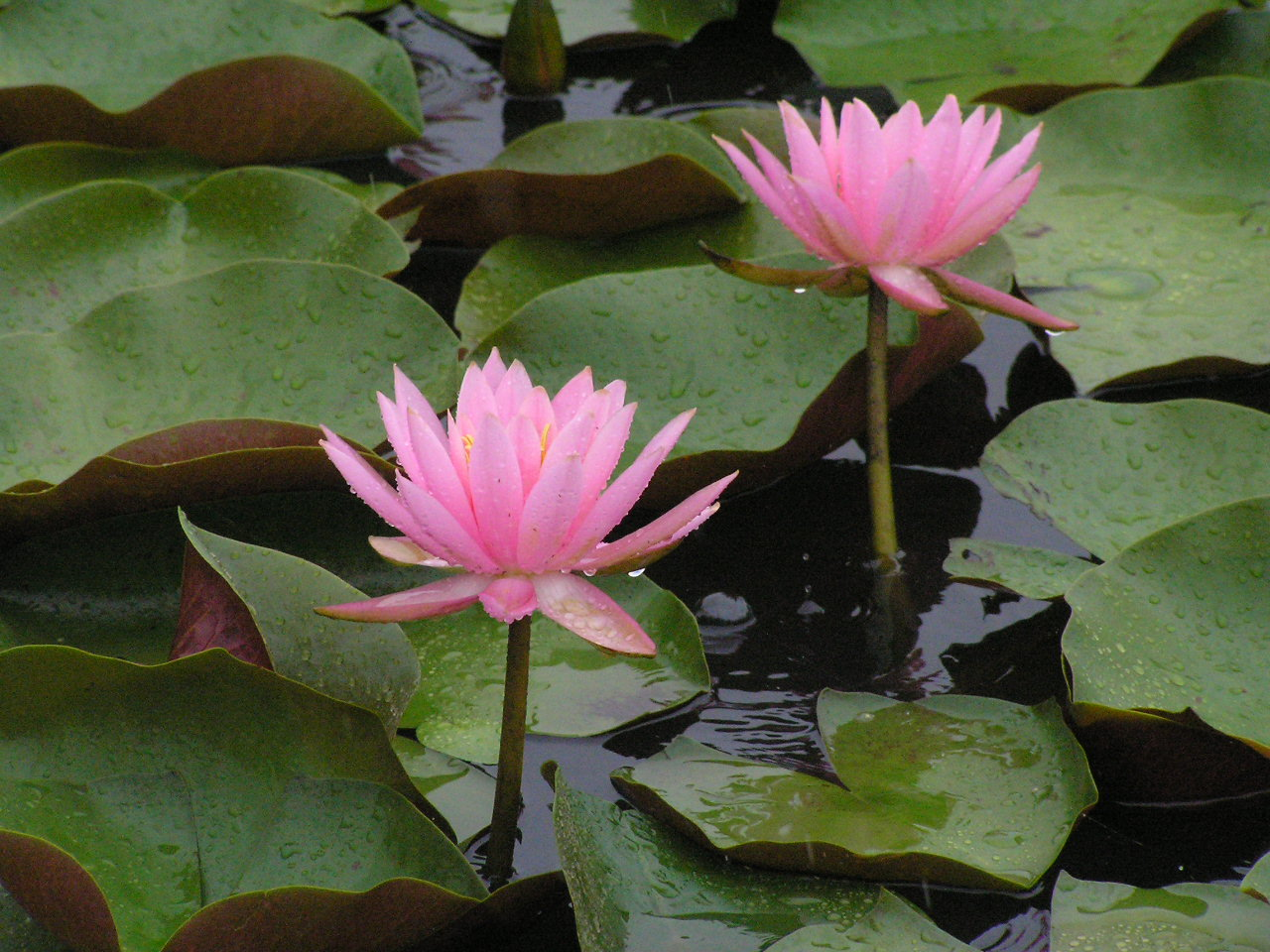
6-7月に花開かせる水御堂のスイレン

- 兵庫県淡路市浦1309-1

### アクセス
- バス　淡路市生活観光バス路線「立石川」下車、徒歩10分。
- 自家用車　駐車場あり。

### 見学
- 9時～17時
- 無休
- 大人400円、 子供200円

## ギャラリー

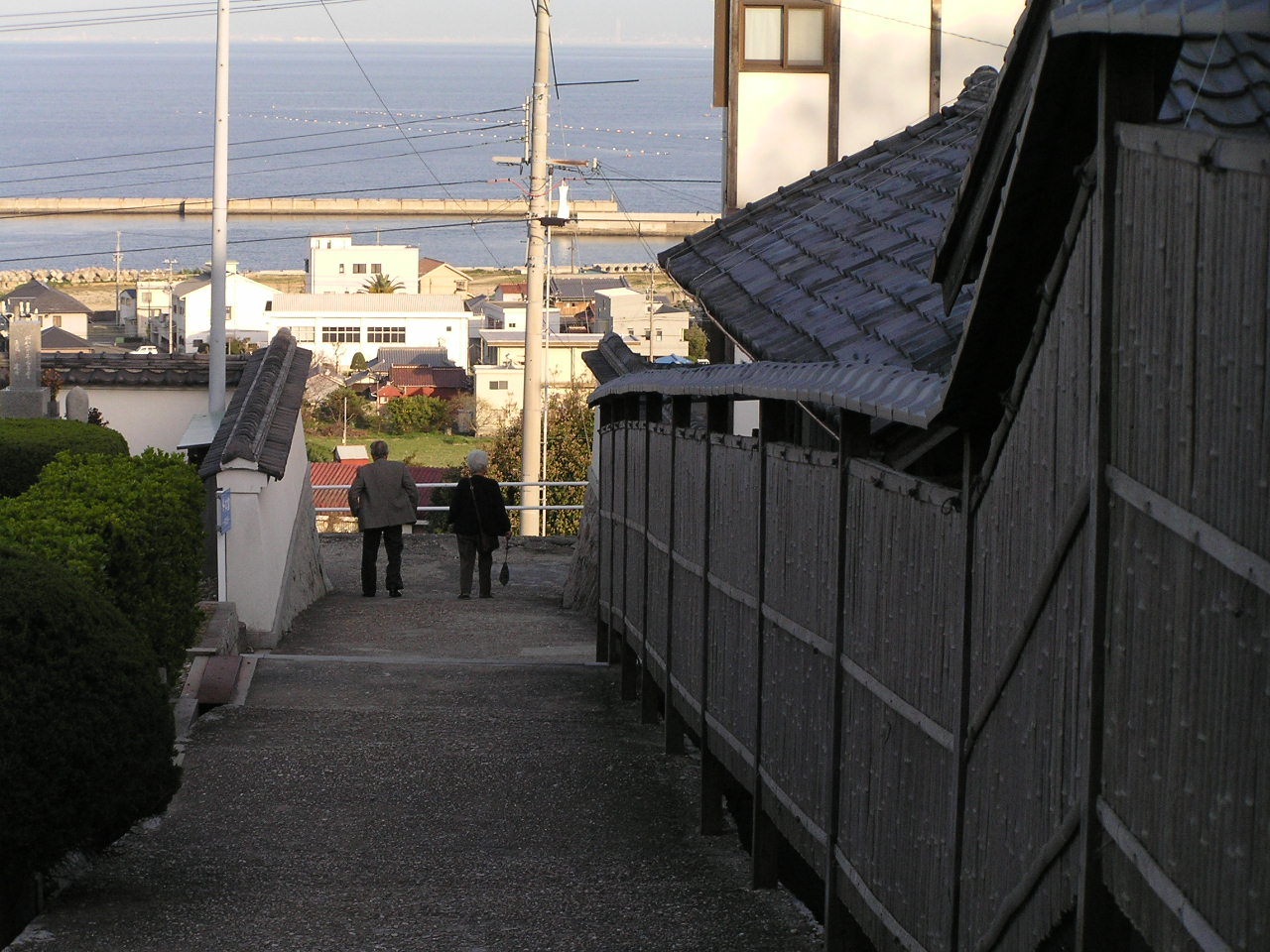
大阪湾が一望できる本福寺へのアプローチ
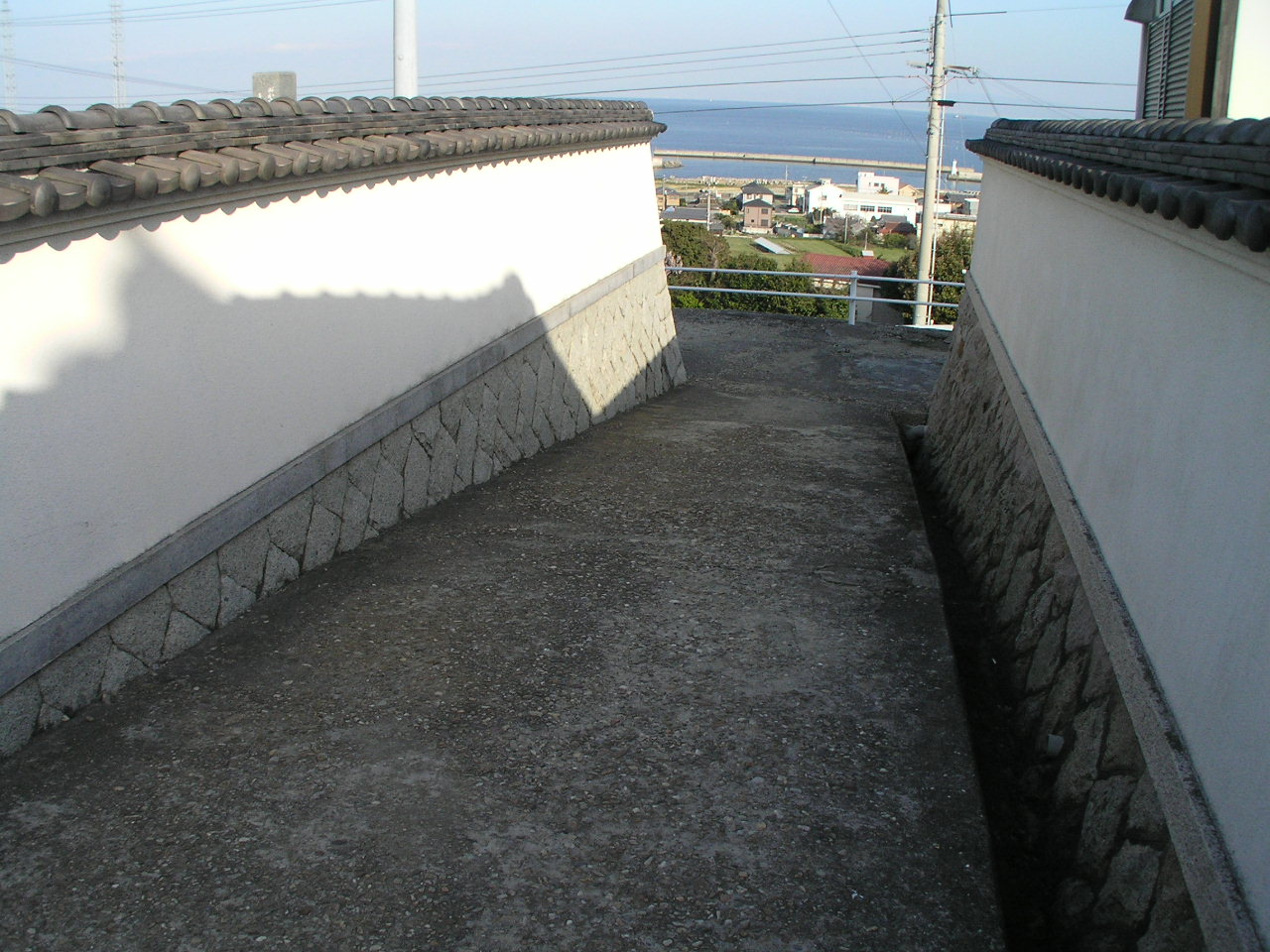
漆喰壁の続く坂道（上りつめると水御堂）
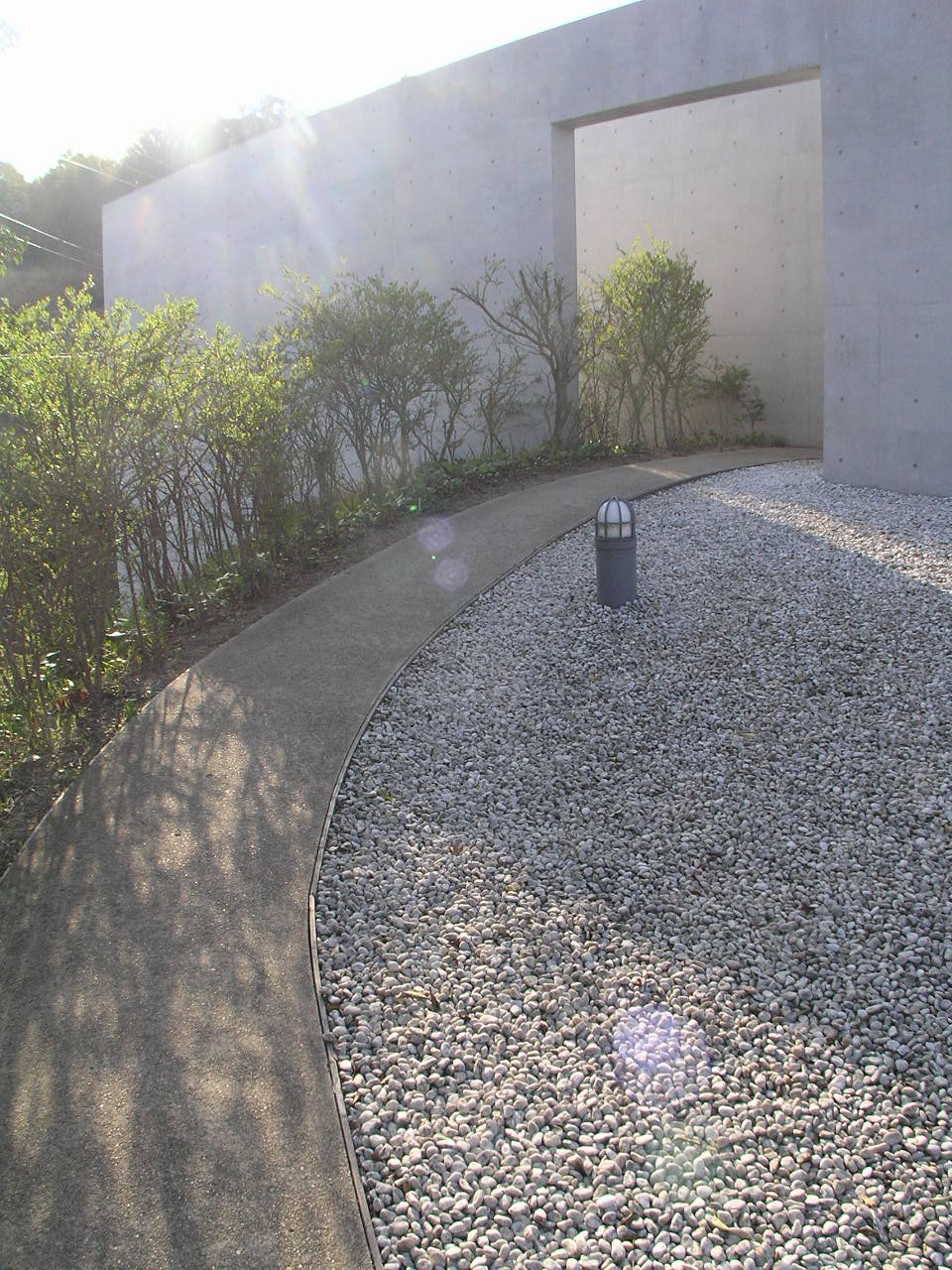
聖俗の境界を隔てる壁（水御堂入り口）
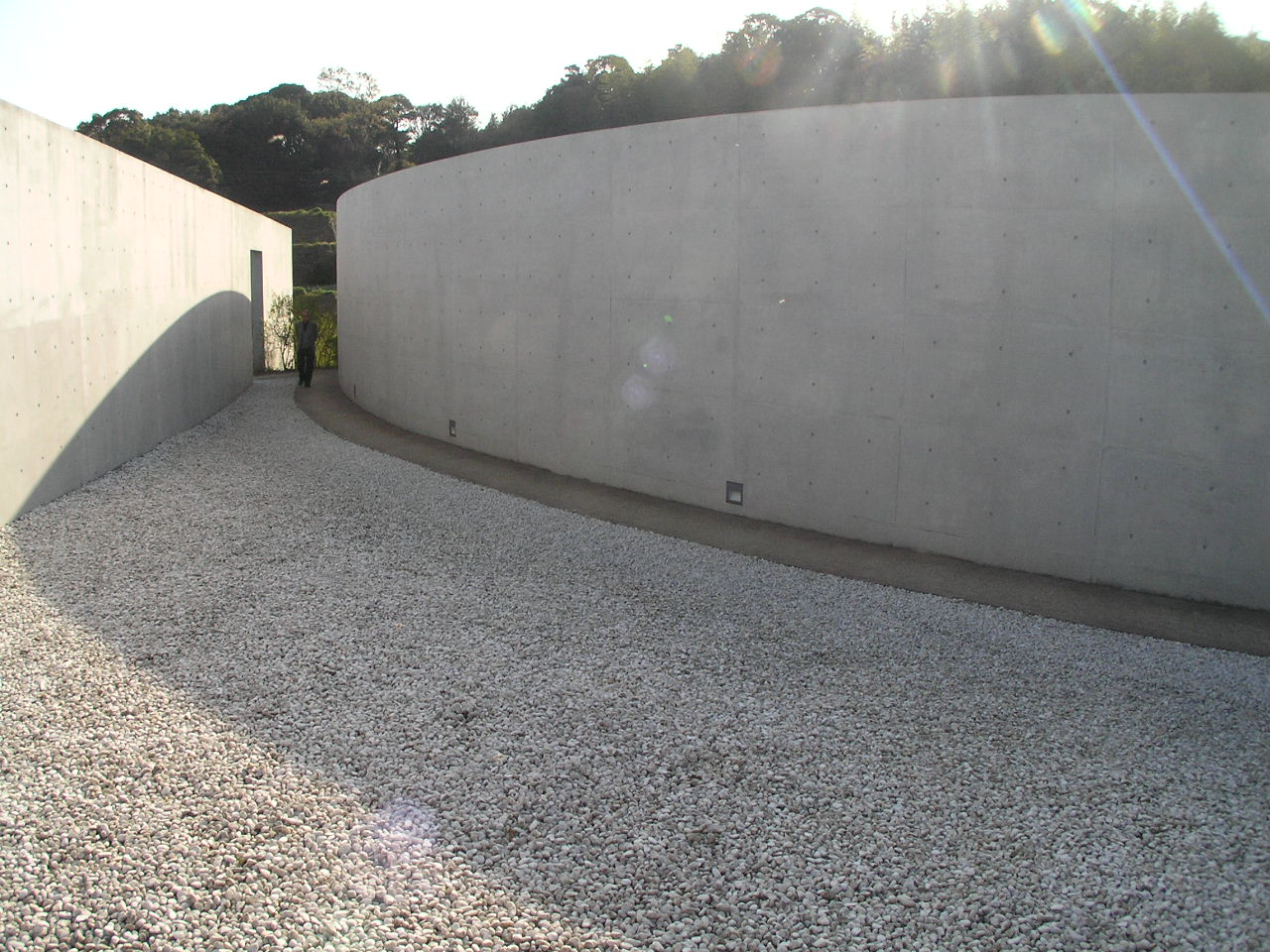
円形の水御堂外壁
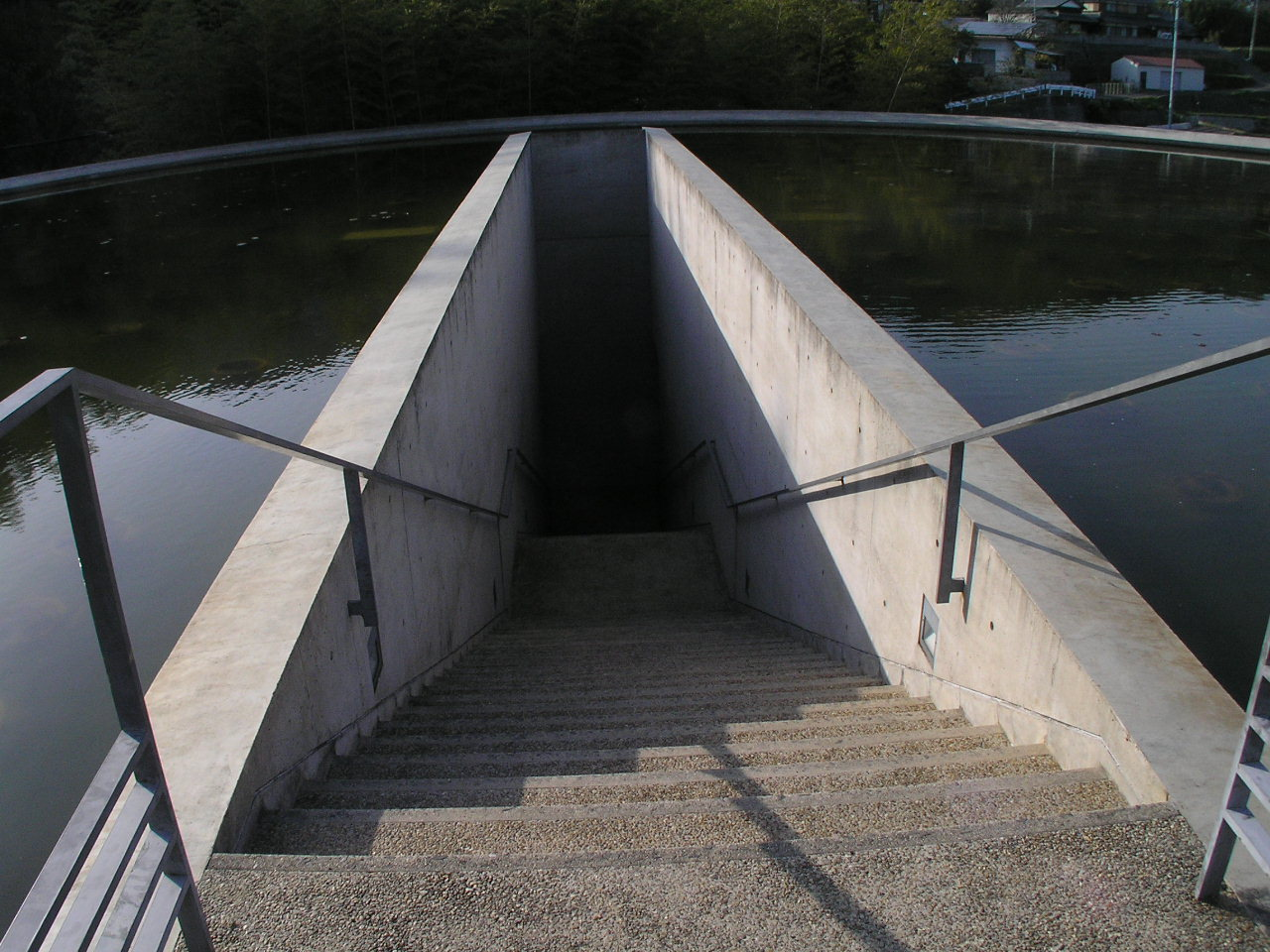
本堂への階段
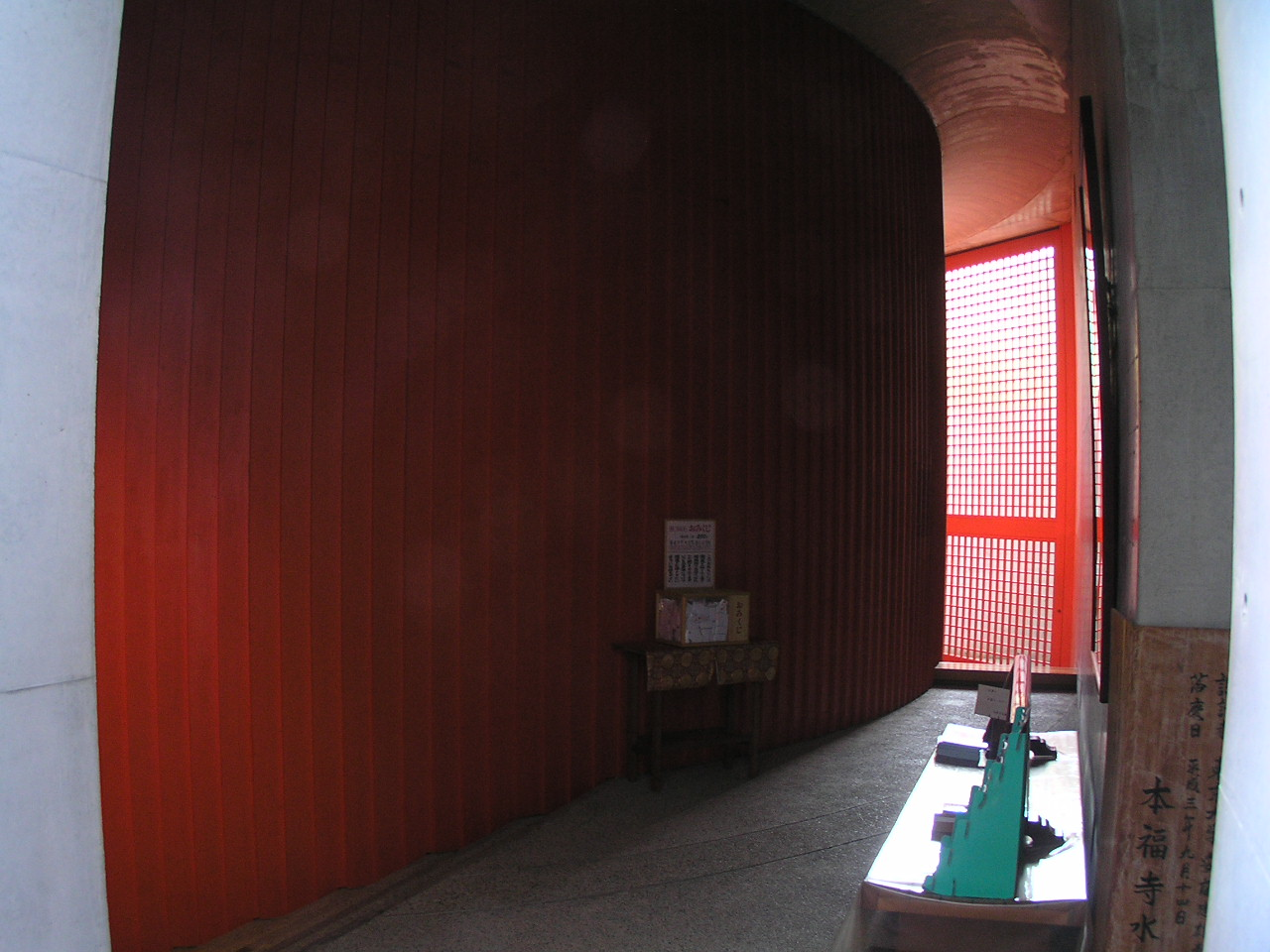
本堂入り口
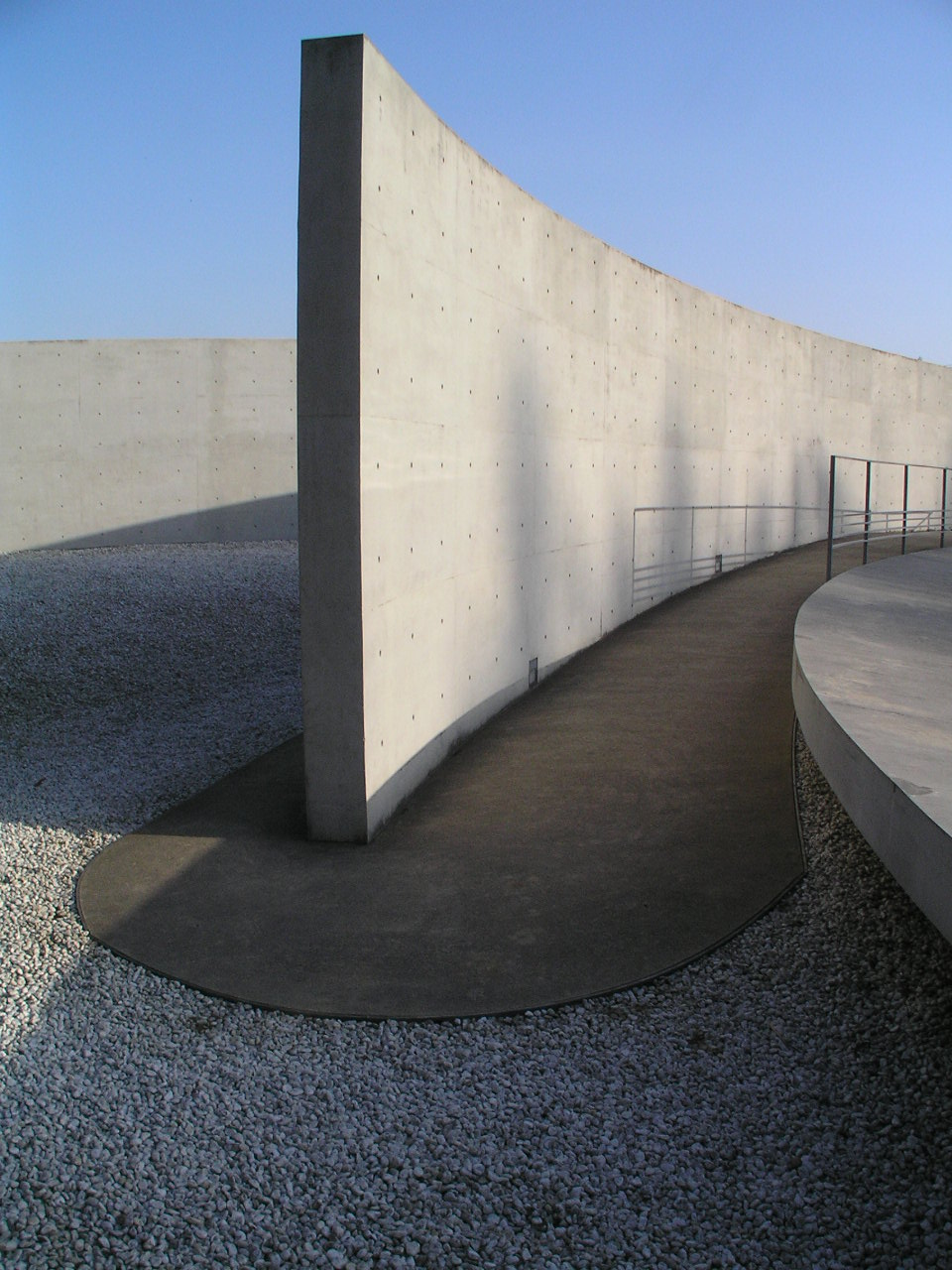
聖俗の境界を隔てる壁